# Darování pro případ smrti
Darování pro případ smrti (donatio mortis causa) je právním institutem, jehož právní účinky nastanou až v případě smrti dárce. Tento projev vůle dárce je velmi blízký odkazu, rozdíl mezi darováním pro případ smrti a odkazem ale spočívá v tom, že odkaz lze kdykoli odvolat, ale darování pro případ smrti odvolat nelze. Tím je posíleno očekávání obdarovaného, že dárcem uvedený dar po smrti dárce dostane do svého vlastnictví. Tedy dárce může obdarovanému dar předat již při uzavření darovací smlouvy nebo obdarovaný dar dostane až po smrti dárce. Vlastnické právo k daru nabude vždy až k smrti zůstavitele.

## Právní zakotvení
Darování pro případ smrti upravoval obecný zákoník občanský (§ 956), poté bylo v roce 1950 z československého práva odstraněno a vrátilo se až s novým občanským zákoníkem v roce 2014. V něm je upraveno v ustanovení § 2063:
„Darování závislé na podmínce, že obdarovaný dárce přežije, se posuzuje zpravidla jako odkaz. Podle ustanovení o darování se řídí, přijme-li obdarovaný dar a vzdá-li se dárce výslovně práva dar odvolat a vydá o tom obdarovanému listinu. Tím není dotčen § 2057.“

## Rozdíl mezi darováním pro případ smrti a odkazem
Darování pro případ smrti je oproti odkazu dvoustranným právním jednáním, v rámci kterého se dárce výslovně vzdá práva dar odvolat a obdarovaný dar příjme.
Ten, kdo poskytuje odkaz, jednostranně nařídí, že zemře-li dříve než ten, komu je věc odkazována, musí být tato věc (odkaz) dědicem vydána tomu, komu ji odkázal. Za doby jeho života nepřechází vlastnictví k odkazu na toho, komu je odkaz určen (odkazovníka). V takovém případě ovšem nejde o darování, ale o jednostranné jednání (odkaz), jehož poskytnutí a přijmutí se řídí § 1594 až 1632 občanského zákoníku. Souhlas či eventuální nesouhlas odkazovníka s odkazem se řeší až po smrti zůstavitele.
Takže pokud:
1. obdarovaný s dárcem uzavře písemnou smlouvu, ve které přijme nabízený dar,
2. dárce se výslovně vzdá práva dar odvolat, a
3. vydá obdarovanému listinu, kde výslovně uvede, že se vzdává práva dar odvolat (prohlášení může být součástí přímo darovací smlouvy),

nejde o odkaz, ale o darování.
Věcný rozdíl mezi darováním pro případ smrti a odkazem spočívá zejména v tom, že odkaz je odvolatelný, zatímco darování pro případ smrti odvolat nelze.

## Smlouva
Náležitosti darovací smlouvy pro případ smrti jsou:
- smluvní strany
- předmět smlouvy
- darování dárce s podmínkou smrti
- prohlášení obdarovaného o přijetí daru
- ustanovení o listině dárce o vzdání se práva dar odvolat
- platnost a účinnost smlouvy
- závěrečná ustanovení